# Justin Laffite
Pour les articles homonymes, voir Laffite.
Justin Laffite, né le 4 juin 1772 à Saurat et mort à Paris le 27 août 1832, est un général français de la Révolution et de l’Empire.

## Biographie
Il s'engage comme simple dragon le 8 septembre 1789 dans le régiment Mestre de Camp Général. Le 15 janvier 1792, au 1er bataillon de volontaires de l'Ariège, il passe sous-lieutenant. Il est incorporé en l'an II dans la demi-brigade d'infanterie de ligne.
Il fit aux armées des Alpes et d'Italie les guerres de 1792 au commencement de l'an VI, et devint capitaine adjudant-major le 13 mars 1793.
Blessé d'un coup de feu sur le champ de bataille de Rivoli, il s'embarqua à Toulon le 28 floréal an VI avec l'armée d'Orient.
Adjoint à l'adjudant-général Bribes le 16 thermidor suivant, et blessé de trois coups de lance en se battant seul contre cinq Arabes, devant Rahmanieh, le 15 fructidor de la même année il rentra en France après la campagne de l'an VIII, fut employé à l'armée de l'Ouest pendant la guerre de l'an VIII ; le 5 pluviôse, à l'affaire des forges de Cossé, il eut son cheval tué sous lui, et le général Gardant dit de lui dans son rapport du 6 : « Cet officier s'est conduit avec autant d'intrépidité que d'intelligence. »
Le 7 du même mois, il découvrit les caches de Chanu, où il prit les papiers du chef de bande Frotté, fit prisonnier son secrétaire et trois chefs de légion, et s'empara d'une grande quantité de bagages.
Par arrêté du 29 ventôse, le premier Consul lui conféra le grade de chef d'escadron, et le plaça au 1er Régiment de Dragons le 2 prairial, avec lequel il fit la campagne de l'an IX en Italie, et passa le 19 vendémiaire an X dans le 12e Dragons, qui tenait alors garnison à Lodi.
Major du 20e Dragons le 6 brumaire an XII, et membre de la Légion d'honneur le 4 germinal suivant, il servit en l'an XII et en l'an XIII à l'armée des côtes de l'Océan, et à la première armée de réserve sur le Rhin en l'an XIV.
Promu colonel du 18e Dragons le 20 septembre 1806, il fit les campagnes de Prusse et de Pologne, et mérita la croix d'officier de la Légion d'honneur le 14 mai 1807.
Il combattit, de 1808 à 1811, en Espagne et en Portugal, fut créé baron de l'Empire, avec dotation, le 15 août 1810, et fit partie de la Grande Armée pendant la campagne de Russie.
Général de brigade le 16 janvier 1813, et employé dans la réserve de la 10e Division Militaire le 25 mars suivant, il devint commandant de la Légion d'honneur le 18 juin de la même année. Appelé au commandement de la levée en masse des départements des Pyrénées-Orientales et de la Haute-Garonne le 8 janvier 1814, et nommé commandant provisoire du département de l'Ariége au mois d'avril suivant, Louis XVIII le confirma dans ces fonctions le 23 juin, et le créa chevalier de Saint-Louis le 11 octobre 1814.
À son retour de l'île d'Elbe, l'Empereur l'ayant maintenu dans son commandement, il fut mis en non-activité le 18 juillet 1815, après la rentrée des Bourbons, et compris comme disponible dans le cadre de l'état-major général de l'armée le 30 décembre 1818. Admis à la retraite le 3 décembre 1823, il rentra à l'activité comme commandant du département de l'Ariège le 29 août 1830.
Mis de nouveau en disponibilité le 10 novembre suivant, et compris dans le cadre d'activité de l'état-major général le 22 mars 1831, il fut placé dans le cadre de réserve le 30 avril suivant.
Il fut député de l'Ariège d'abord pendant les Cent-Jours puis sous la monarchie de Juillet.